# Корнелюк Богдан Олександрович
Богда́н Олекса́ндрович Корнелю́к (28 вересня 1994, м. Нововолинськ, Волинська область, Україна — 11 січня 2017, смт Станиця Луганська, Луганська область, Україна) — український військовик, старший солдат Збройних сил України, учасник Російсько-української війни.

## Життєпис
Богдан Корнелюк народився 1994 року в місті Нововолинськ. Навчався у загальноосвітній школі № 3. По закінченні 9-го класу у 2009 році вступив до Нововолинського вищого професійного училища, де здобув фах «маляр-штукатур, плиточник-лицювальник».
Восени 2013 року призваний на строкову військову службу, а в липні померла його мати, і хлопця перевели з Десни ближче до дому. Відслужив два роки у 24-й Залізній бригаді. Повернувшись додому, працював на підробітках. Батько рік відслужив на фронті, а коли повернувся, Богдан знову пішов до війська.
3 квітня 2016 року вступив на військову службу за контрактом і вирушив на фронт. Пройшов підготовку на полігоні у Старичах, потім — у Рівному, звідки 18 вересня прибув на Луганщину в смт Станиця Луганська.
Старший солдат, заступник командира бойової машини — навідник-оператор (БМП-1) 14-ї окремої механізованої бригади, в/ч А1008, м. Володимир-Волинський.
Загинув 11 січня 2017 року, близько 21-ї години, під час обстрілу поблизу КПВВ «Станиця Луганська».
Похований у Нововолинську на кладовищі біля Низкиницького монастиря.
Залишився батько Олександр Якович, який мешкає у Володимирі-Волинському.

## Нагороди
Указом Президента України № 58/2017 від 10 березня 2017 року «за особисту мужність, виявлену у захисті державного суверенітету та територіальної цілісності України, самовіддане виконання військового обов'язку» нагороджений орденом «За мужність» III ступеня (посмертно).

## Вшанування пам'яті
- 20 лютого 2017 року в Нововолинську на стіні Нововолинського ВПУ відкрили меморіальну дошку Богдану Корнелюку[5].
- Вшановується в меморіальному комплексі «Зала пам'яті», в щоденному ранковому церемоніалі 11 січня[6][7].